# Cyathea cocleana
Cyathea cocleana är en ormbunkeart som först beskrevs av Robert G. Stolze, och fick sitt nu gällande namn av Lehnert. Cyathea cocleana ingår i släktet Cyathea och familjen Cyatheaceae. Inga underarter finns listade.